# NGC 4194
NGC 4194 هي عبارة عن زوج من تفاعل مجري تقع في كوكبة الدب الأكبر (كوكبة). توجد منطقة من تكوين نجوم غنية بالغاز المركزي.

## وصلات خارجية
- NGC 4194 على موقع ويكي سكاي: DSS2, SDSS, GALEX, IRAS, Hydrogen α, X-Ray, Astrophoto, Sky Map, Articles and images